# Ceylonese vleermuisparkiet
De Ceylonese vleermuisparkiet (Loriculus beryllinus) is een vogel uit de familie Psittaculidae (papegaaien van de Oude Wereld).

## Verspreiding en leefgebied
Deze soort is endemisch in Sri Lanka.

## Status
De grootte van de populatie is niet gekwantificeerd maar de soort wordt omschreven als zeer algemeen in het zuidwesten en vrijwel afwezig in het noorden. Op de Rode lijst van de IUCN heeft deze soort de status niet bedreigd.